# Kennedy (Alabama)
Kennedy é uma cidade  localizada no estado americano do Alabama, no Condado de Lamar.

## Demografia
Segundo o censo americano de 2000, a sua população era de 541 habitantes.
Em 2006, foi estimada uma população de 499, um decréscimo de 42 (-7.8%).

## Geografia
De acordo com o United States Census Bureau, a localidade tem uma área de 8,0 km², sem área coberta por água. Kennedy localiza-se a aproximadamente 88 m acima do nível do mar.

## Localidades na vizinhança
O diagrama seguinte representa as localidades num raio de 32 km ao redor de Kennedy.